# Mikitamäe
Mikitamäe è un comune rurale dell'Estonia sudorientale, nella contea di Põlvamaa. Il centro amministrativo è l'omonima località (in estone küla).
Il confine russo-estone non è ancora stato stabilito da alcun trattato. Per il Trattato di Tartu del 1920, questo non è il confine effettivo.

## Località
Oltre al capoluogo, il comune comprende altre 17 località:
Audjassaare - Beresje - Igrise - Järvepää - Kahkva - Karisilla - Laossina - Lüübnitsa - Niitsiku - Puugnitsa - Rääsolaane - Rõsna - Selise - Toomasmäe - Usinitsa - Varesmäe - Võõpsu